# Alvin York
Alvin Cullum York (13 de desembre de 1887 - 2 de setembre de 1964), també conegut com a Sergent York, va ser un dels soldats de l'Exèrcit dels Estats Units més condecorats de la Primera Guerra Mundial. Va rebre la Medalla d'Honor per dirigir un atac contra un niu de metralladores alemanyes, prenent almenys una metralladora, matant almenys 25 soldats enemics i capturant-ne 132. L'acció de York es va produir durant l'ofensiva de Meuse-Argonne a França, dirigida pels Estats Units que estava destinada a trencar la línia de Hindenburg i obligar els alemanys a rendir-se. A mes va obtenir condecoracions de diversos països aliats, incloent França, Itàlia i Montenegro.